# مهرجان مكناس الدولي لسينما للشباب
مهرجان مكناس الدولي لسينما للشباب Festival international du cinéma des jeunes de) Meknès) من أحد المهرجانات المغربية الموجهة والمخصصة للشباب من جميع أنحاء دول العالم تأسس عام 2011 بمدينة مكناس المغربية 

## جوائز المهرجان
1. الجائزة الكبرى
2. جائزة فلسطين
3. بجائزة أحسن إخراج
4. بجائزة أحسن سيناريو
5. جائزة لجنة التحكيم
6. جائزة صلاح الدين الغماري
7. جائزة أحسن فيلم وثائقي.

## دورات المهرجان
1. مهرجان مكناس الدولي لسينما للشباب 2011
2. مهرجان مكناس الدولي لسينما للشباب 2012
3. مهرجان مكناس الدولي لسينما للشباب 2013
4. مهرجان مكناس الدولي لسينما للشباب 2014
5. مهرجان مكناس الدولي لسينما للشباب 2015
6. مهرجان مكناس الدولي لسينما للشباب 2016
7. مهرجان مكناس الدولي لسينما للشباب 2017
8. مهرجان مكناس الدولي لسينما للشباب 2018[2]
9. مهرجان مكناس الدولي لسينما للشباب 2019
10. مهرجان مكناس الدولي لسينما للشباب 2020[3]
11. مهرجان مكناس الدولي لسينما للشباب 2021